# The Scheme
The Scheme è un cortometraggio muto del 1912. Il nome del regista non viene riportato.

## Produzione
Il film fu prodotto dalla Essanay Film Manufacturing Company.

## Distribuzione
Distribuito dalla General Film Company, il film - un cortometraggio a un rullo - uscì nelle sale cinematografiche USA il 20 novembre 1912.